# 100Volta
100Volta é um filme português escrito e realizado por Daniel Souza.

## Sinopse
Zé Galinha, agente federal undercover, investiga Aduzer, um dos grandes chefes do crime organizado mundial. Ao aceitar uma encomenda de 32 carros, com destino ao Brasil e Israel, Zé galinha começa a perder a noção dos padrões estabelecidos pela lei. No meio da investigação, Zé Galinha rouba acidentalmente o carro do chefe da máfia russa, Dimitri Kruchev, com um programa de acesso à rede informática mundial, no seu interior. Sousa e Meireles, agentes da Polícia Judiciária, investigam os russos, e envolvem-se todos em perseguições de carros a alta velocidade, num jogo perigoso e frenético.

## Elenco
- Daniel Souza… Zé Galinha
- Rafael Sousa… agente Sousa
- José Pedro Pinto… Dimitri Kruchev
- João Paulo Cruz… Ivan Palianov
- Paulo Peixoto… Vadim Sergei
- João Baptista… agente Meireles
- Maria Abrantes… Noah Nefer
- Raquel Pereira… Carol